# 外国人人権法連絡会
外国人人権法連絡会（がいこくじんじんけんほうれんらくかい）は、日本に存在する人権団体。

## 概要
2005年12月8日に結成。他民族共生、多文化共生の実現のために、人種差別を撤廃する法律の制定と、日本国内での人権機関の設立を目指す。
2020年の正月には、日本人と韓国人が市民として相互にふれあうことをすすめることを目指す川崎市ふれあい館に、在日韓国人や朝鮮人をこの世から抹殺しよう、生き残りがいたら残酷に殺そうと書かれた年賀状が届いていた。それから川崎市ふれあい館への来場者は減少しており、外国人人権法連絡会はこのことをヘイトスピーチでヘイトクライムであると指摘する。1月20日に外国人人権法連絡会は、このような卑劣な年賀状を許さず国と川崎市は直ちにこのような脅迫を非難する声明を出すことを求める声明を発表した。この声明に賛同する署名は1週間で2万人を超えた。
2023年7月22日には外国人人権法連絡会は、大阪市生野区でシンポジウムを主催する。テーマは外国人の人権保障法や人種差別撤廃方の実現を求めるというものであった。ここで共同代表は、植民地支配という歴史構造から民族への偏見やヘイトスピーチやヘイトクライムが多発しているのが現状であるとする。このようなヘイトを生み出す根本原因への取り組みや法制度を構築する必要があるということを訴える。事務局長は、差別に反対するということが社会の基盤となり、ヘイトスピーチは悪であるという社会の共通認識ができているということには意義があると語った。
2024年4月27日には外国人人権法連絡会は川崎市で、日本の植民地主義と奪われた外国人の人権についてのシンポジウムを開く。ここでは日本は朝鮮を植民地支配していた関係性が戦後にも克服されていないために、日本では人種差別や民族差別への法制度が作られるようになったと指摘。2021年に京都のウトロ地区で起きた放火事件や、インターネットで差別的な投稿が行われたことを紹介して、このような差別を生み出しているのは日本が朝鮮を植民地にしたことに原因があるとされた。
2025年6月2日には外国人人権法連絡会は、ヘイトスピーチ解消法を抜本的に強化させる人種差別撤廃法を公表する。これは弁護士や学者などによって作成された。この法律では、国は独立性が高い外部の専門機関を設置し、差別的な扱いやヘイトスピーチには刑事罰を科す内容となっている。
第27回参議院議員通常選挙の時期である2025年7月8日に記者会見を開き、そこでは複数の政党によって、違法外国人を無くすや移民政策の是正や日本人ファーストなどの外国人に関する対策が打ち出されていることを批判する。この選挙での演説では、候補者は外国人をないがしろにしても良いというメッセージを含んでいると批判する。労働人口が減少している日本社会においては、共生をするために法整備をする必要があると訴えられる。7月5日に蕨駅で参政党の候補によって行われた演説では、国外では移民政策は失敗しているため日本は際限の無い外国人を受け入れることに反対すると主張されたことと、7月6日に参政党代表が大宮駅で反グローバリズムを訴えたことを取り上げて、これらは排外主義的な政策を主張していると批判する。
2025年7月18日には外国人人権法連絡会は『日本における外国人・民族的マイノリティ人権白書』を発行する。これはA4半の88ページで、全8章で構成されている。執筆者は大学教授や支援団体で、人種差別などについての論考が述べられている。ヘイトクライム・人種差別の章では凶悪化されているクルド人への差別問題への動向や顛末などが紹介されており、悪質な差別行為を抑止する条例の制定が不可欠であるということが強調されている。